# Ондреј Непела
Ондреј Непела (словен. Ondrej Nepela; Братислава, 22. јануар 1951 — Манхајм, 2. фебруар 1989) је био чехословачки клизач словачког порекла у уметничком клизању који се такмичио касних 1960-их и почетком 1970-их.

## Каријера
Непела је почео да клиже са својих седам година. Његов тренер била је Hilda Múdra. На свом првом међународном такмичењу и првој олимпијади (Зимске олимпијске игре 1964); завршио је на 22 месту. Тада је имао 13 година. Касније осваја пет златних медаља на Европским првенствима у временском периоду од 1969. до 1973. Титулу светског првака добија 1971, 1972, и 1973. године као и олимпијског шампиона на Олимпијади 1972. године. После добијене златне медаље нба олимпијским играма, Непела је намеравао да се повуче са клизачке сцене, али остаје активан још годину дана шато што се следеће Светско првенство одржавало у Братислави, његовом родном граду.
После своје аматерске каријере, Непела је клизао још 13 година са групом клизача под именом Holiday on Ice. После тога постаје тренер у Немачкој. Једна од његових клизачица била је и Claudia Leistner која је освојила европску титулу 1989. године.
Непела је умро од здравствених компликација изазване AIDS-ом, 1989. године, са својих 38. година. Од 1993, Словачка клизачка асоцијација сваке године организује Меморијални турнир Ондреј Непела. У децембру 2000-те, Словачка га је прогласила спортистом века. Његов бивши тренер, Мудра, примила је награду у његово име.

## Такмичарски резултати
| Догађај/Сезона     | 1964 | 1965 | 1966 | 1967 | 1968 | 1969 | 1970 | 1971 | 1972 | 1973 |
| Зимска олимпијада  | 22   | -    | -    | -    | 8    | -    | -    | -    |      | -    |
| Светско првенство  | 17   | -    | 8    | -    | -    | 2    | 2    | 1    | 1    | 1    |
| Европско првенство | -    | 8    | 3    | 3    | 3    | 1    | 1    | 1    | 1    | 1    |